# Perebykiwzi
Perebykiwzi (ukrainisch Перебиківці; russisch Перебыковцы Perebykowzy, rumänisch Perebicăuţi) ist ein in der ukrainischen Oblast Tscherniwzi gelegenes Dorf mit etwa 2700 Einwohnern (2007).
Das 1598 erstmals schriftliche erwähnte Dorf liegt in einer Flussschleife des Dnisters auf dessen rechtem Ufer im Rajon Dnister, etwa 50 km nördlich der Oblasthauptstadt Czernowitz und 37 km nordwestlich vom ehemaligen Rajonzentrum Chotyn. Am gegenüberliegenden Flussufer liegt in der Oblast Ternopil die Siedlung städtischen Typs Melnyzja-Podilska.
Am 12. August 2015 wurde das Dorf ein Teil neu gegründeten Landgemeinde Klischkiwzi im Rajon Chotyn, bis dahin bildete es zusammen mit dem 7 km südlich gelegenen Dorf Selena Lypa (Зелена Липа) die Landratsgemeinde Perebykiwzi (Перебиковецька сільська рада/Perebykowezka silska rada) im Norden des Rajons.
Seit dem 17. Juli 2020 ist der Ort ein Teil des Rajons Dnister.